# Korovin
Le Korovin ou Korowinsky, en anglais Korovin Volcano, est un volcan des États-Unis, point culminant de l'île d'Atka en Alaska avec 1 533 mètres d'altitude.